# Gólem

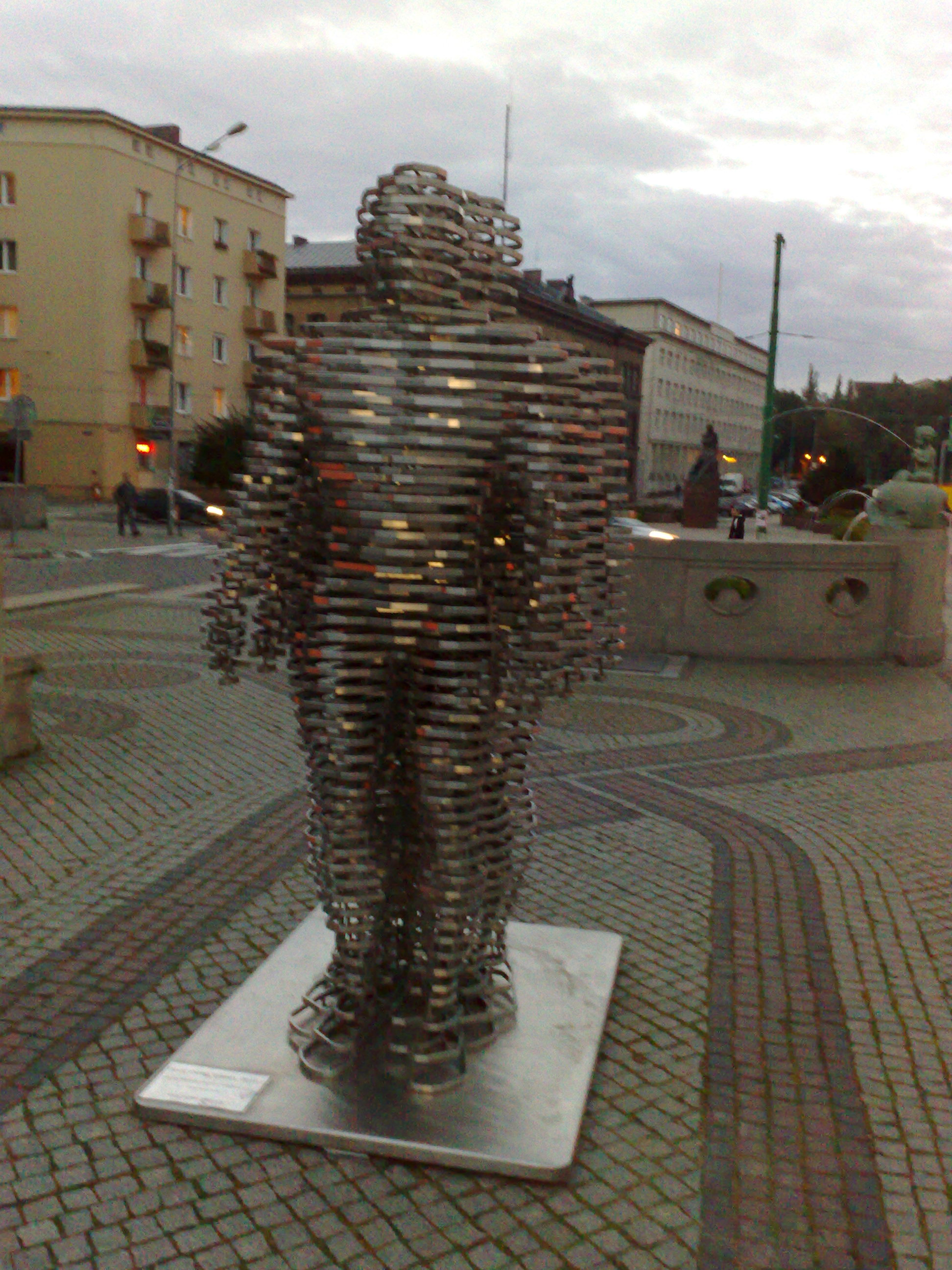
Golem Poznań.

Un gólem (en hebreo, גולם), frecuentemente empleado con la grafía golem, es una personificación, en el folclore medieval y la mitología judía, de un ser animado fabricado a partir de materia inanimada (normalmente barro, arcilla o un material similar). Normalmente es un coloso de piedra. En hebreo moderno, el nombre proviene de la palabra "guélem" (גלם, gélem), 'materia'; por otra parte, en dicho idioma, la expresión "jómer guélem" (חומר גלם, ḥomer gélem) a su vez significa 'materia prima'.
La palabra gólem se da en la Biblia (Salmos 139:16) y en la literatura talmúdica para referirse a una sustancia embrionaria o incompleta. Como motivo, la figura del golem forma parte del imaginario hebraico centroeuropeo y pertenece por consiguiente al arte asquenazí.

## La leyenda de Praga

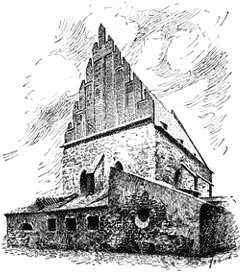
Sinagoga Vieja-Nueva, Praga, 1270. En checo, Staronová synagoga, donde se supone que el Maharal de Praga creó el legendario Golem.

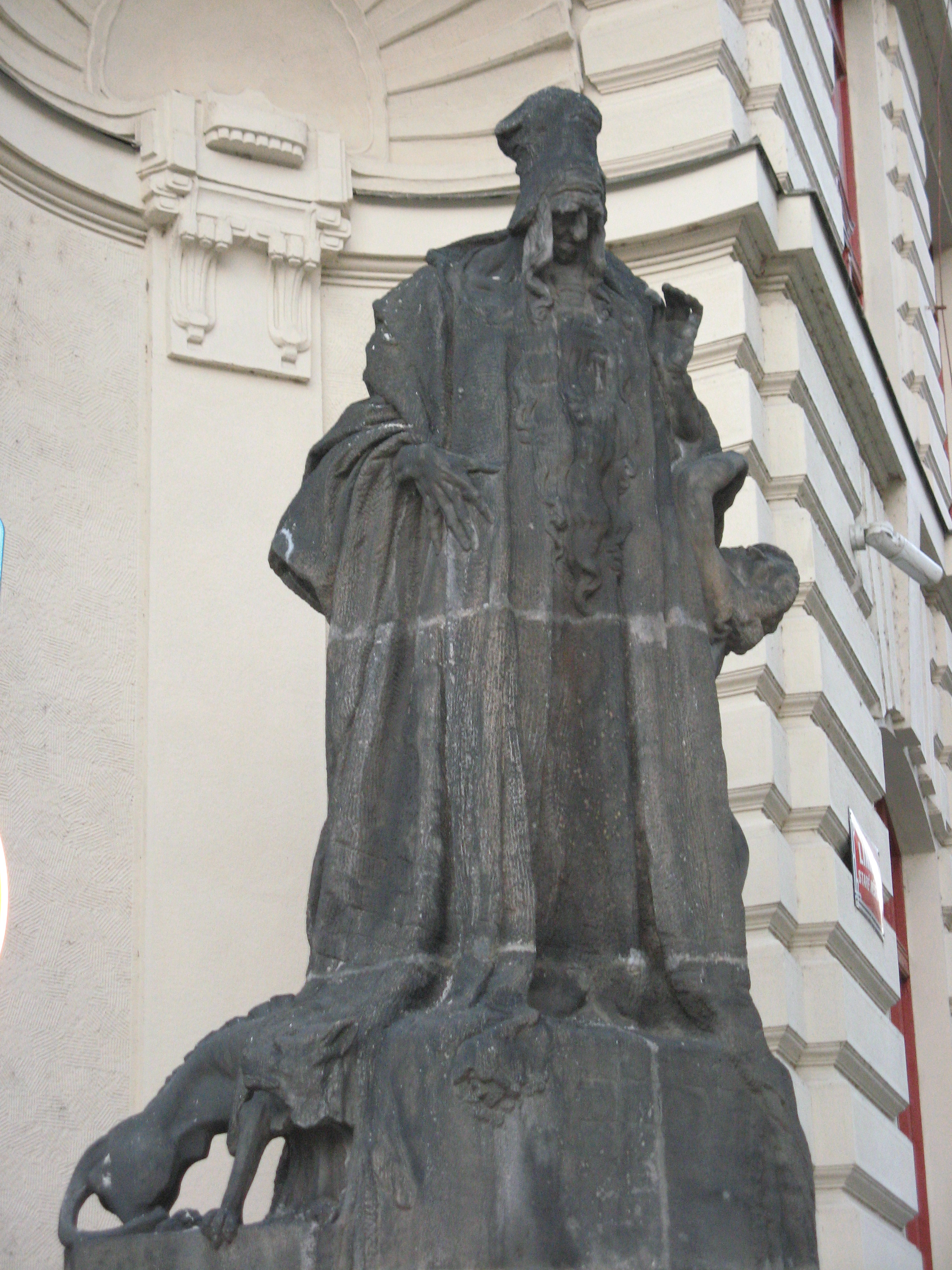
Rabbi Judah Loew. Escultura de 6 metros de altura realizada por Ladislav Šaloun en 1910. Ayuntamiento de Praga.

El relato folclórico más famoso relativo al golem involucra al ilustre Rabbi Judah Loew, Judah Loew ben Bezalel, conocido como el Maharal de Praga, un conocido rabino del siglo XVI. Se le atribuye haber creado al golem para defender el gueto de Praga de ataques antisemitas, así como para atender también el mantenimiento de la Sinagoga Vieja-Nueva (Altneuschul). 
Sin embargo, el golem habría sido creado en varias ocasiones y por diversos rabinos ilustres a lo largo de toda la Edad Media. Es más, la primera existencia del golem se remontaría a los orígenes mismos de la humanidad, donde un golem habría sido creado por una persona creyente y cercana a Dios. Como Adán, el golem habría sido creado a partir del barro, insuflándole después una chispa divina que le habría dado la vida. Así, la creación de Adán es en principio inspiradora y referente de la creación de todo golem. Desde este punto de vista, mediante el mencionado acto, toda persona con un cierto grado de santidad y acercamiento a Dios podría adquirir algo de la sabiduría y el poder divino; e importante como poder es aquel de insuflarle vida a la materia inerte. Crear un golem es entonces expresión patente de sabiduría y santidad. Pero, más allá del grado de santidad que tuviera el creador de un golem, el ser creado nunca sería más que una sombra de aquel creado por Dios; ya que, significativamente y por definición, todo golem carece de un alma propiamente dicha. 
La creación de un golem presenta entonces ventajas y desventajas, el golem es fuerte, pero no inteligente; si se le ordena llevar a cabo una tarea, la llevará a cabo de un modo sistemático, lento y ejecutando las instrucciones de modo literal, sin cuestionamiento ninguno.
Famosa en este sentido es una anécdota según la cual la esposa del rabino le pidió al golem que fuera "al río a sacar agua" a lo que el golem accedió, pero al pie de la letra: fue al río y comenzó a sacar agua del mismo sin parar, hasta que terminó por inundar la ciudad.
Según sostiene una leyenda, la incapacidad principal del golem era la incapacidad de hablar. Además, para hacerlo funcionar había que meterle un papel con una orden por la boca u otro orificio. Otra manera de hacerlo funcionar era inscribiendo como palabra sagrada alguno de los Nombres de Dios o bien la palabra Emet (אמת—"verdad" en hebreo).
Al borrar la primera letra de Emet (alef) de su frente y quedar en ella solo met (מת—"muerto" en hebreo), el golem podía ser desactivado y volvía a ser una masa de barro inerte. 
En su obra La cábala y su simbolismo, Gershom Scholem escribe que el golem es una figura que cada treinta y tres años aparece en la ventana de un cuarto sin acceso en el gueto de Praga.
Esto no lo dice Scholem, sino que lo comenta del texto de Meyrink.
De acuerdo con la leyenda checa, los restos del golem están aún guardados en un ataúd en el ático del Altneuschul en Praga, y puede ser devuelto a la vida de ser necesario.

## En las culturas moderna y contemporánea

### Uso coloquial
En la cultura moderna y, particularmente, en el marco coloquial, el golem es una figura metafórica estrechamente relacionada con el autómata, el ser descerebrado o el hombre masificado que, controlado, sirve desde un plano de conformismo, pero podría, bajo ciertas circunstancias, rebelarse. 
Dado su parentesco con la noción de entidad automatizada y/o robot que no piensa, el término golem es empleado tanto en ídish como en la lengua hebrea moderna, donde se usa especialmente de modo coloquial con connotaciones simultáneamente peyorativas y humorísticas: mientras que decirle a alguien que es un golem implica tratarlo de "aparato" (hombre-máquina), decirle "no seas golem" funciona como un llamado a que reflexione antes de proceder en el acto que esté por llevar a cabo.

### Literatura
En 1837 Berthold Auerbach se refiere al Golem en su obra Spinoza. Entre 1841 y 1847 el Golem figura ya en el título de cuatro obras literarias. Ya para 1847 la versión integral de historia del Golem es incorporada en una importante colección de relatos judíos, publicada por Wolf Pascheles de Praga. Aproximadamente sesenta años después, una descripción ficticia es publicada por Yudl Rosenberg en 1909. De acuerdo con la leyenda, el golem podía estar hecho de la arcilla de la orilla del río Vltava (río Moldava) tomada en Praga. Tras realizar los rituales prescritos, el rabino desarrollaba el golem y lo hacía venir a la vida recitando conjuros especiales en hebreo. Según estos escritos, cuando el golem del rabino Loew creció, se puso violento y empezó a causar miedo e incluso llegó a matar personas. Al rabino Loew le prometieron entonces que la violencia contra los judíos pararía si el golem era destruido. El rabino estuvo de acuerdo. Para destruir el golem, eliminó la primera letra de la palabra "Emet" de la frente del golem y formó entonces la palabra "met" (muerte). 
A finales del siglo XIX, el grueso de la sociedad europea adoptó la figura del golem. Notoria es la novela de Gustav Meyrink, El Golem (Der Golem, 1915), basada en las leyendas y relatos populares acerca del golem creado por el rabino Judah Loew ben Bezalel. 
En 1921 H. Leivick escribió un poema dramático en ídish compuesto de ocho secciones y también titulado "El Golem".
Estos dos últimos casos atestiguan un cambio dramático en la naturaleza del golem, que pasa a convertirse en estas obras literarias en la creación de místicos ambiciosos y que serían castigados por su blasfemia. El golem es considerado un precursor del robot, otro ser que oportunamente será también concebido como descerebrado y descorazonado.
El escritor argentino Jorge Luis Borges, en su libro El otro, el mismo (1964), incluye un poema suyo de 1958 que se titula "El Golem" y es a lo largo del mismo donde trata el famoso mito hebraico. En sus palabras preliminares a la lectura del poema, Borges observa que "el golem es al rabino que lo creó, lo que el hombre es a Dios; y es también, lo que el poema es al poeta".

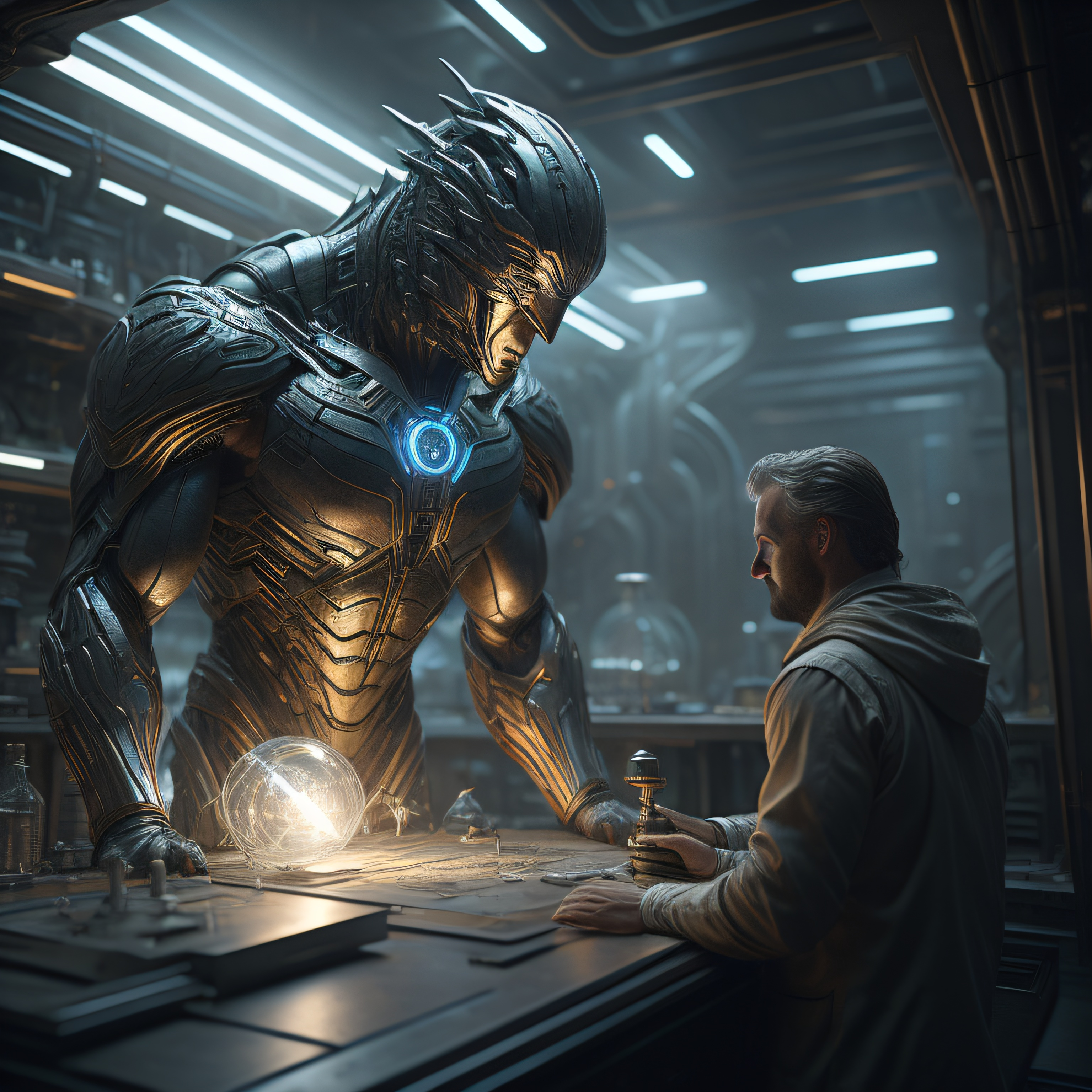
En los últimos tiempos, el mito se ha utilizado en referencia a la posible IA avanzada en la literatura sobre la seguridad de la IA (IA-imagen en la que se ve a un IA-gólem esperando tareas y dando consejos)

Ello parte de la cita del Crátilo de Platón de que "el nombre es arquetipo de la cosa", aborda el tema de la Cábala y el mito en cuestión. 
Por otro lado, Borges alguna vez aseguró haber aprendido alemán leyendo, con la ayuda de un diccionario, la novela de Meyrink.

### Cine
El libro de Meyrink inspiró una serie de clásicos expresionistas del cine mudo, entre los que destaca la serie El Golem (1915-1920) y siendo especialmente famosa es El Golem: cómo vino al mundo (también estrenada como El Golem, 1920, EE. UU. 1921). El Golem es una célebre película de cine mudo, de 1915; dirigida por Henrik Galeen y Paul Wegener. Trata de un golem de barro creado por un rabino piadoso que lleva a cabo una especie de magia o hechizo que le proporciona la vida al golem en la Praga medieval. La película solo guarda una ligera relación con la novela de Meyrink.
En 1966 se estrenó La Estatua Viviente, versión británica de El Golem con Roddy McDowall como el curador de un museo despedido por sus patrones, quien utilizando cierta fórmula medieval para lograr que la estatua cobre vida,  la usa contra el jefe del museo.

### Televisión
- Un gólem aparece en el capítulo 40 de la serie animada Gargoyles en 1995.  El gólem es creado en la imagen de un estatua de piedra para defender unos habitantes judíos en Praga.
- Un gólem aparece en el episodio de 1997 "Kaddish" de la serie The X-Files.

### Otras referencias
El Golem  ha tenido apariciones en distintas series televisivas como el caso de Los Simpson. En el capítulo Treehouse of Horror XVII, de la temporada número 18. En él, Krusty le cuenta a Bart la historia de la figura de arcilla que tiene bajo su control. La figura es robada por Bart y finalmente Marge le construye una esposa de plastilina.
En el juego de Mojang, Minecraft el Golem es un ser que puede ser creado de diferentes formas y materiales. En general se usa par la defensa de construcciones.

### Artes plásticas, gráfica y escultura

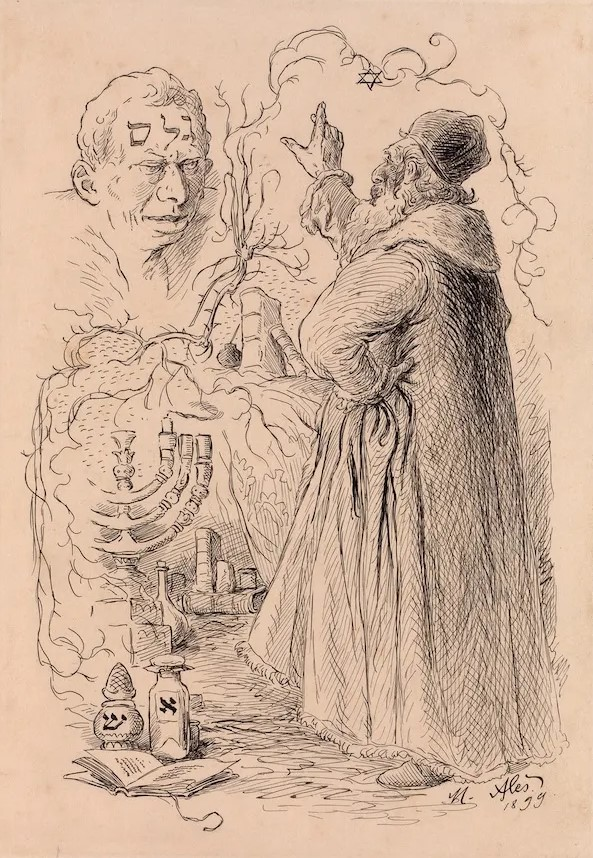
Rabbi Judah Loew creando el Golem, que lleva escrita sobre su frente la palabra hebrea Guelem (גלם—que sugiere la noción de "materia prima"). Ilustración de Mikoláš Aleš, 1899.
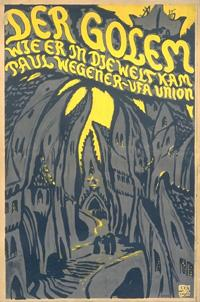
El Golem: cómo vino al mundo (Der Golem, wie er in die Welt kam, 1915), afiche de la película de Paul Wegener, 1920.
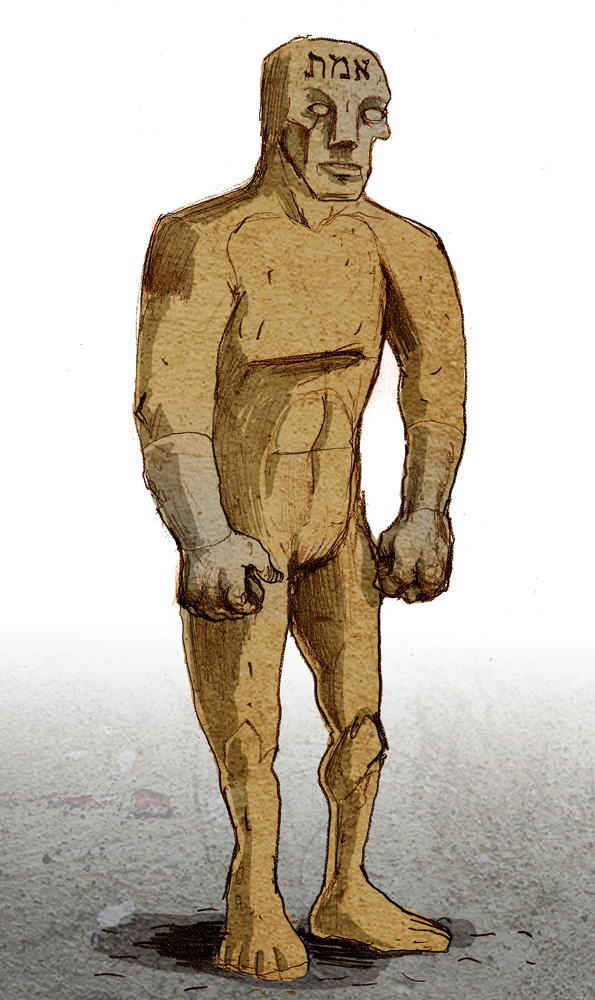
El Golem de Philippe Semeria lleva escrita sobre su frente la palabra hebrea Emet (אמת—"Verdad"), 2009.
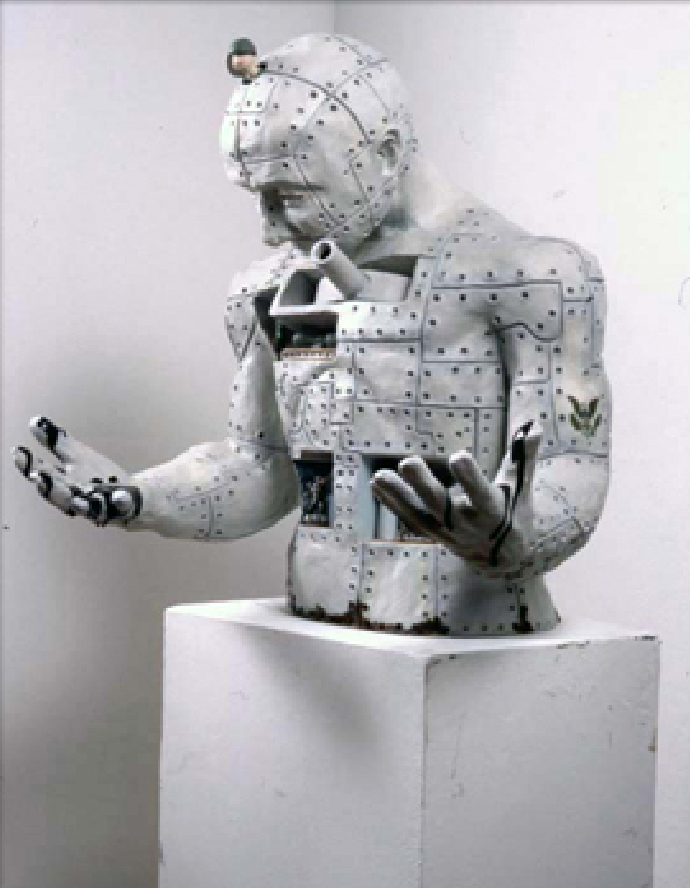
Escultura de Bryan Alexander Davis 2004
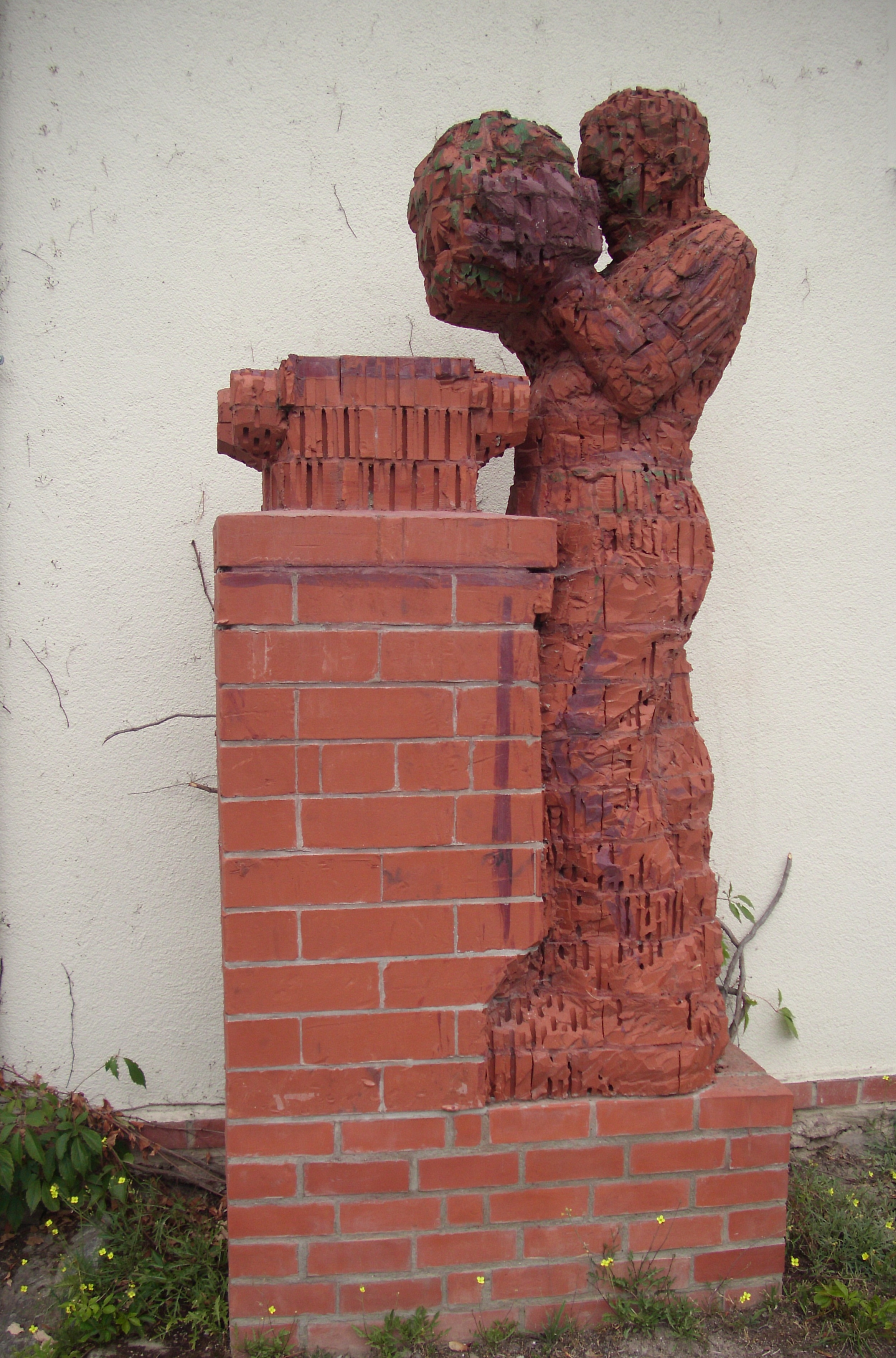
Golem de la Compañía Sieversdorf, Alemania, 2009
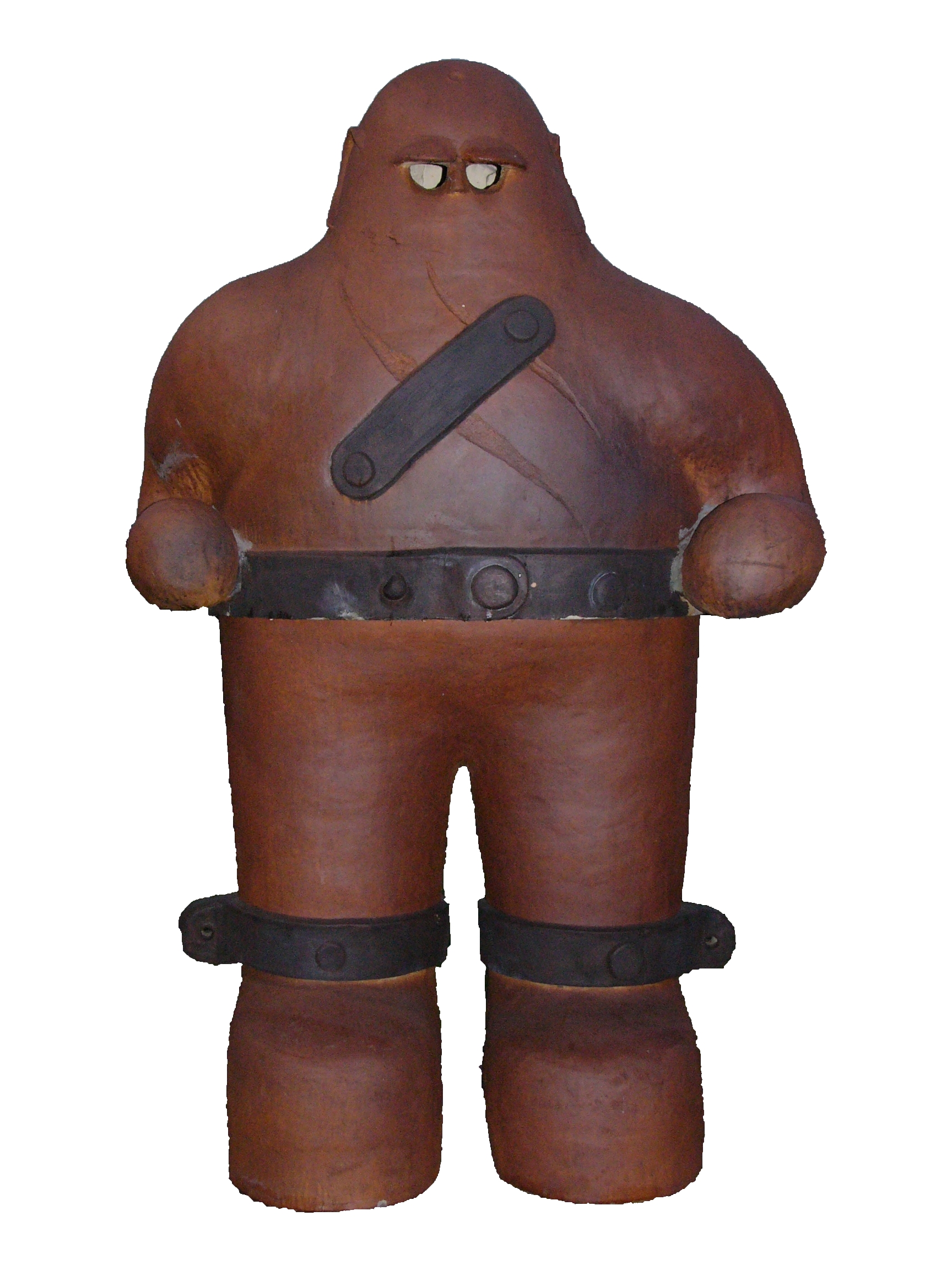
Recuerdo turístico de Praga
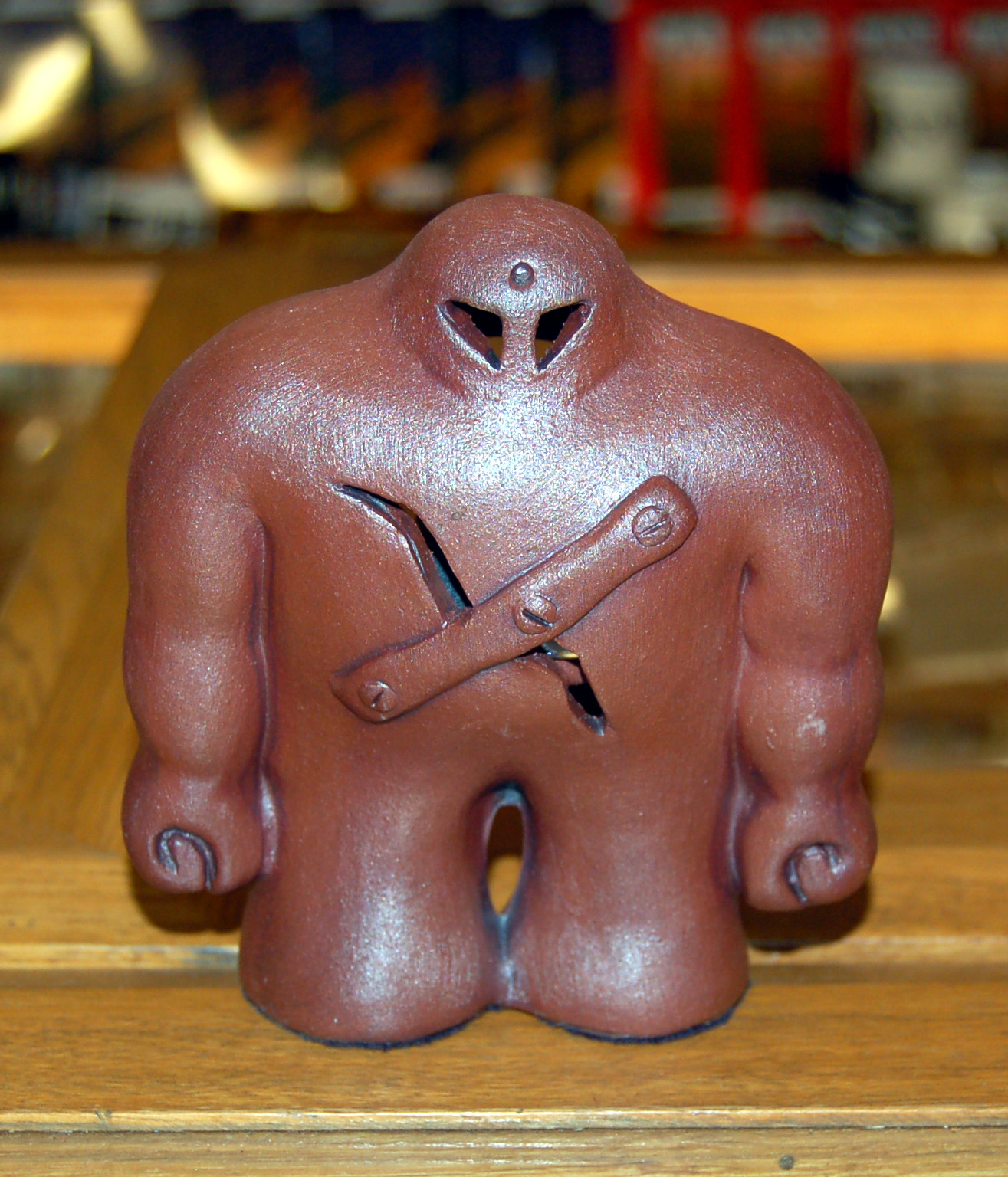
Figura por Martin Pauer, 2007
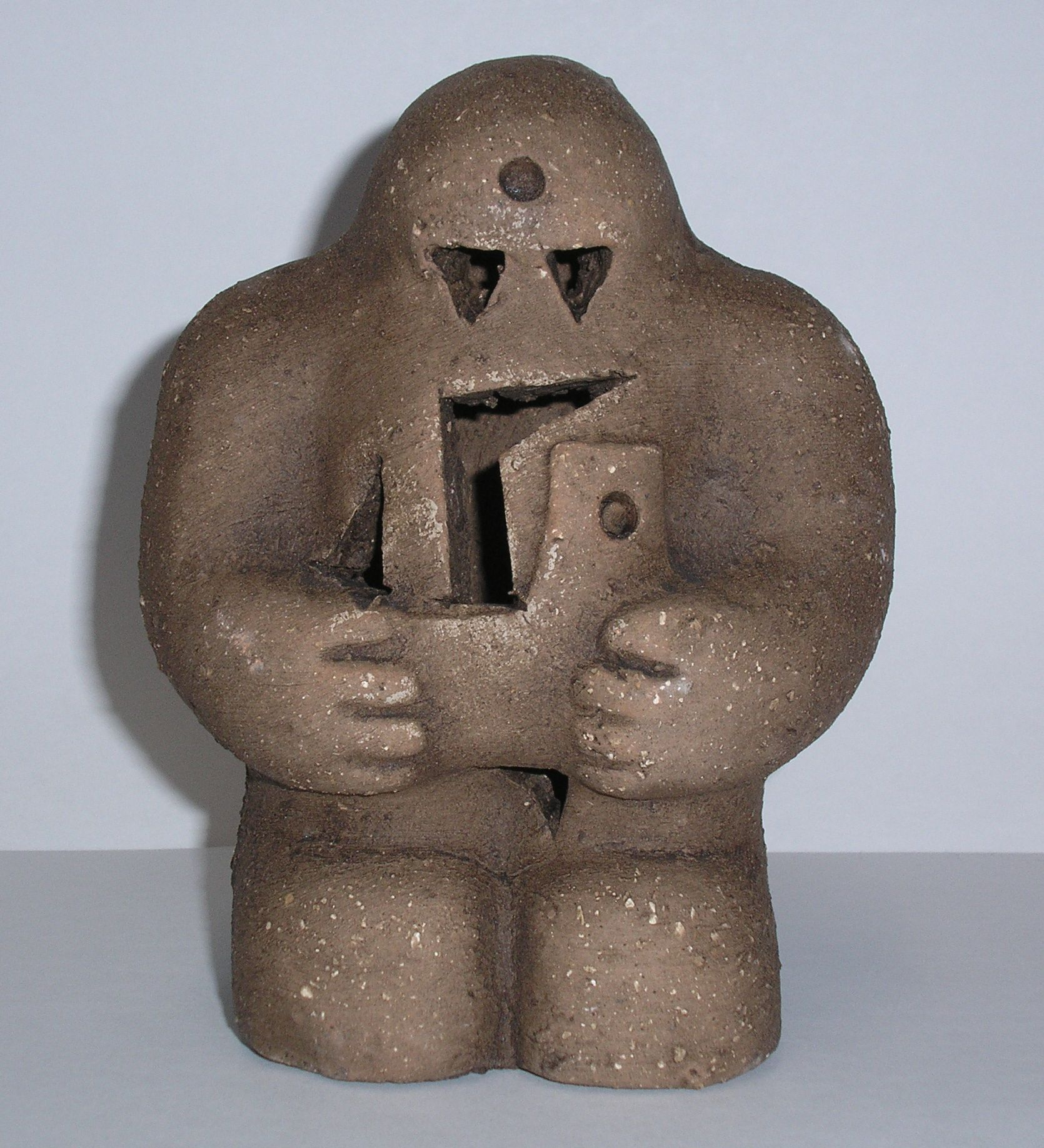
El Golem de Praga, versión neo-cubista, siglo XXI.
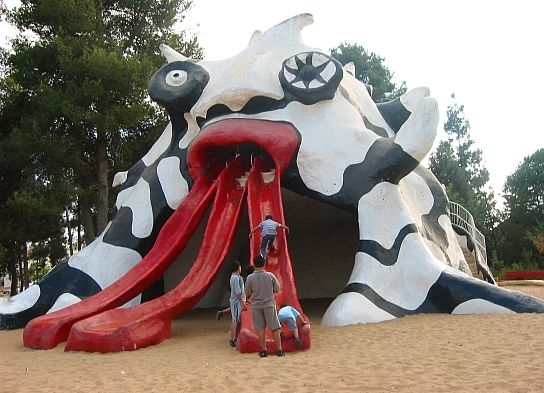
Niki de Saint Phalle, El Golem, Kiryat Hayovel, Jerusalén, 1971-1972. Enorme escultura hueca dedicada a los infantes; cada una de las lenguas de la criatura funciona como tobogán.

### Historieta
En el año 2005 la historia del golem regresó a sus raíces judías iniciales, pero esta vez lo hizo bajo el formato de una nueva tira cómica en el periódico israelí Yedioth Ahronoth, donde se lo presentaba como un superhéroe patrocinado por el gobierno que protege a Israel de sus "problemas internos y existenciales".

### Juegos de rol
El concepto de golem, autómatas y simulacros similares es popular, y a través de la historia del pasatiempo del juego de rol, ha dado nacimiento a una gran cantidad de variaciones a través del tiempo.
El concepto "golems" fue alguna vez parte de las fuentes mitológicas adoptadas en el juego Dungeons & Dragons (Dragones y Mazmorras o Calabozos y Dragones) durante su creación, y ha sido un juego popular a través de la historia del rol. A diferencia del golem de la leyenda hebraica y para diferenciarse entre sí, los golems en D&D (y otros juegos de patrón similar como Nethack) tienen varias apariencias directamente relacionadas con el material del que han sido hechos. Existen así:
- Golems de arcilla (son los más parecidos al golem tradicional).
- Golems de carne (creaciones abominables, parecidas al Monstruo de Frankenstein).
- Golems de acero (son los más poderosos).
- Golems de piedra (estatuas animadas).
- Golems de fuego (criaturas ardientes).
- Golems de rayo (criaturas electrificadas y electrificantes).

### Videojuegos
- Hay un enemigo gólem en el videojuego Dragon Warrior para el Nintendo Entertainment System.
- Hay un personaje gólem en el videojuego Little Samson para el Nintendo Entertainment System.
- Hay un personaje gólem en el videojuego Minecraft.